# جان رومي دو ليل
اسمه :جان رومي دو ليزل
اسمه باللغة الإنجليزية : (Jean Romé de l’Isle)
في عام 1772م أوجد مصطلح "التبلور"، ويشير إلى الأشكال المنتظمة والثابتة للبلورات التي يمكن لكافة البلورات أن تنتج عنها بعمليات تغيير لبعض الأضلع أو الزوايا على بعض الأشكال الأساسية

## روابط خارجية
- جان رومي دو ليل على موقع الموسوعة البريطانية (الإنجليزية)